# Michaił Iwanow (piłkarz)
Michaił Iwanow (bułg. Михаил Иванов; ur. 7 sierpnia 1989 w Sofii) – bułgarski piłkarz grający na pozycji bramkarza.

## Kariera klubowa
Iwanow zanim wyjechał do Włoch, ćwiczył z zespołami juniorskimi klubu Lewski Sofia. W 2004 roku mając piętnaście lat zdecydował się na zagraniczny wyjazd, trafiając do Akademii Renato Curi. Kolejnym klubem w jego karierze była AC Siena, nie udało mu się jednak zagrać w żadnym meczu ligowym. Lepiej było w US Foggia i Piacenza Calcio, w barwach tych klubów łącznie zanotował 30 występów w trzeciej lidze włoskiej. Przed sezonem 2012/13 wrócił do rodzinnego kraju. Grał najpierw przez kilka miesięcy w Botewie Wraca, a przez kolejne półtora roku był zawodnikiem Lewskiego Sofia, w którym zaliczył ledwie dwa ligowe występy. Latem 2014 roku przeniósł się do innego klubu bułgarskiej ekstraklasy Botew Płowdiw. Następnie grał w Witoszy Bistrica i SS Robur Siena. W 2018 przeszedł do AFC Eskilstuna.

## Kariera reprezentacyjna
W reprezentacji Bułgarii zadebiutował 4 czerwca 2013 roku w towarzyskim meczu przeciwko Kazachstanowi. Na boisku pojawił się w 55 minucie meczu.
| Mecze i gole w reprezentacji | Mecze i gole w reprezentacji | Mecze i gole w reprezentacji | Mecze i gole w reprezentacji | Mecze i gole w reprezentacji | Mecze i gole w reprezentacji | Mecze i gole w reprezentacji |
| #                            | Data                         | Stadion                      | Rywal                        | Wynik                        | Gol                          | Rozgrywki                    |
| 2013                         | 2013                         | 2013                         | 2013                         | 2013                         | 2013                         | 2013                         |
| ---------------------------- | ---------------------------- | ---------------------------- | ---------------------------- | ---------------------------- | ---------------------------- | ---------------------------- |
| 1.                           | 04.06.2013                   | Ałmaty, Kazachstan           | Kazachstan                   | 2:1                          | 0                            | towarzyski                   |